# Браян Лі О'Меллі
Браян Лі О'Меллі (англ. Bryan Lee O'Malley), нар. 21 лютого 1979, Лондон (Онтаріо), Канада) — канадський карикатурист. Найбільш відомий своєю серією коміксів Скотт Пілігрим, а також як музикант під псевдонімом Kupek.

## Біографія
До публікації власного матеріалу, О'Меллі ілюстрував мінісерії коміксів Hopeless Savages: Ground Zero видавництва Oni Press. Він також відповідав за шрифт в багатьох коміксах Oni Press, включаючи більшість робіт Чайни Клагстон, в період між 2002 і 2005 роками.
Першим оригінальним графічним романом О'Меллі був Lost at Sea (2003). Широку популярність йому принесла серія коміксів з шести томів Скотт Пілігрим (2004—2010), останній том якої вийшов 20 липня 2010 року. Всі його графічні романи були видані філією Oni Press, що знаходяться в Портленді, Орегон.
Також Браян відомий як музикант та автор пісень (під псевдонімом Kupek).

## Особисте життя
Був одружений з авторкою коміксів і графічних новел Гоуп Ларсон. У 2014 році пара розлучилася. Зараз О'Меллі проживає один в Лос-Анджелесі.

### Графічні романи
- Hopeless Savages: Ground Zero (ISBN 1-929998-99-6)
- Lost at Sea «Втрачена в морі» (2003, ISBN 1-929998-71-6)
- Серія «Скотт Пілігрим»:
  - Scott Pilgrim's Precious Little Life (2004, ISBN 1-932664-08-4)
  - Scott Pilgrim Vs. The World (2005, ISBN 1-932664-12-2)
  - Scott Pilgrim & The Infinite Sadness (2006, ISBN 1-932664-22-X)
  - Scott Pilgrim Gets It Together (2007, ISBN 1-932664-49-1)
  - Scott Pilgrim Vs. The Universe (2009, ISBN 1-934964-10-7)
  - Scott Pilgrim's Finest Hour (2010, ISBN 1-934964-38-7)
- Seconds «Шанси» (July 2014 року, ISBN 978-0-345529-37-4) Anna J.27 Alan Torp Jensen.

## Дискографія
- This is Intolerable (2002)
- Nameless, Faceless Compilation (2004)
- Awkward Songz (2005)
- Before the Beginning and After the End (2006)
- B is for Bupek: Miscellany by Kupek (2007)
- Tries Again (2008)

## Нагороди
У 2005 році О'Меллі отримав премію Doug Wright Award в номінації Best Emerging Talent, а також був номінований на три премії Harvey Awards. У 2006 році він був номінований на премію Eisner Award в номінації «Best Writer / Artist: Humour» і став лауреатом Joe Shuster Awards в номінації «Outstanding Canadian Comic Book Cartoonist (Writer / Artist)». Також він був номінований на дві премії Eagle Awards і вдруге на Doug Wright Award. У 2007 році Браян О'Меллі отримав нагороду Hipster Special Award for Humour, а також отримав премію Harvey Awards. У 2010 році О'Меллі вперше отримав Eisner Awards в категорії «Найкраща гумористична публікація» за книгу «Скотт Пілігрим проти Всесвіту».